# Defereggental

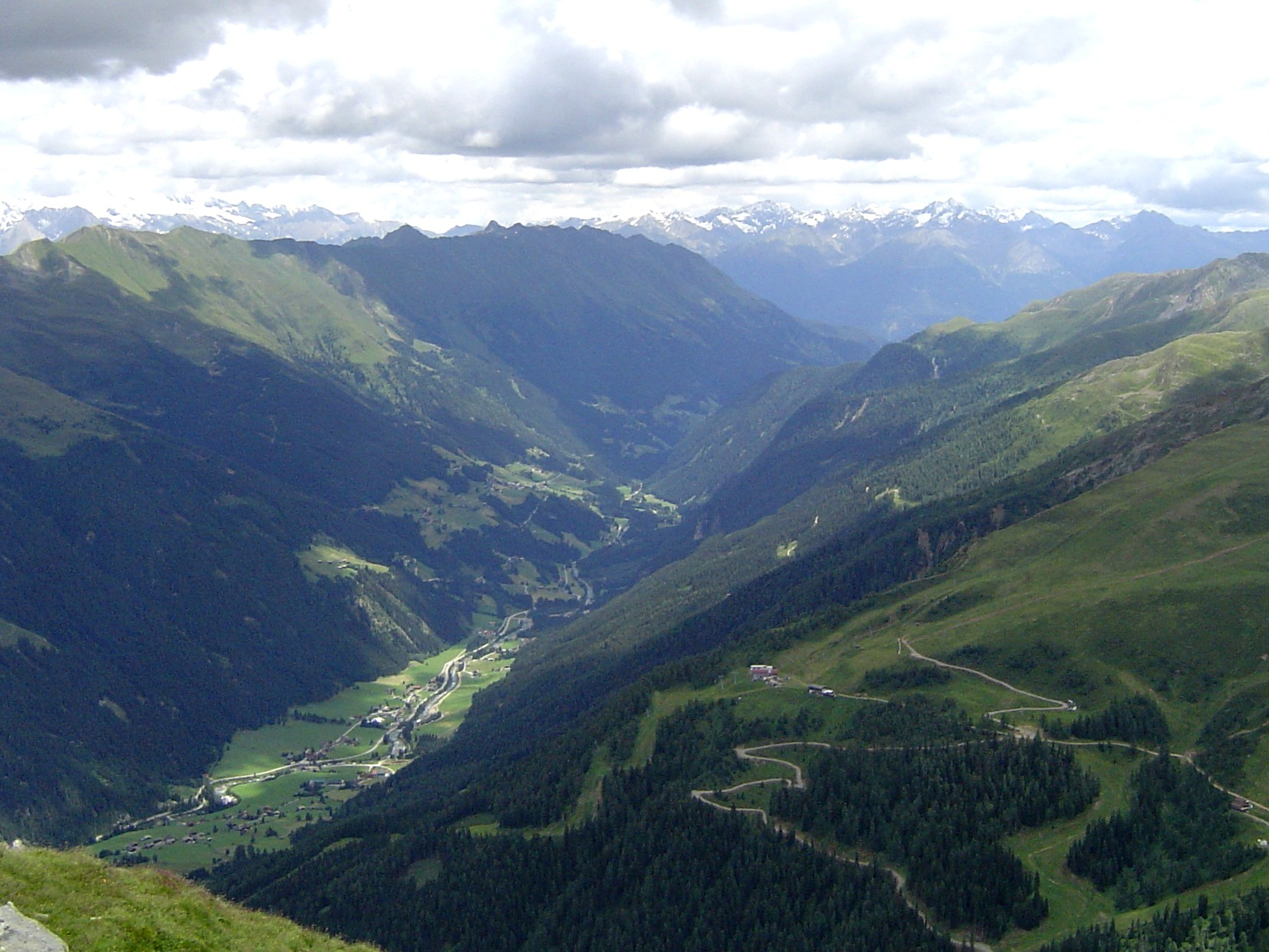
Blick vom Wetterkreuz in St. Jakob über das Defereggental in Richtung Großglockner

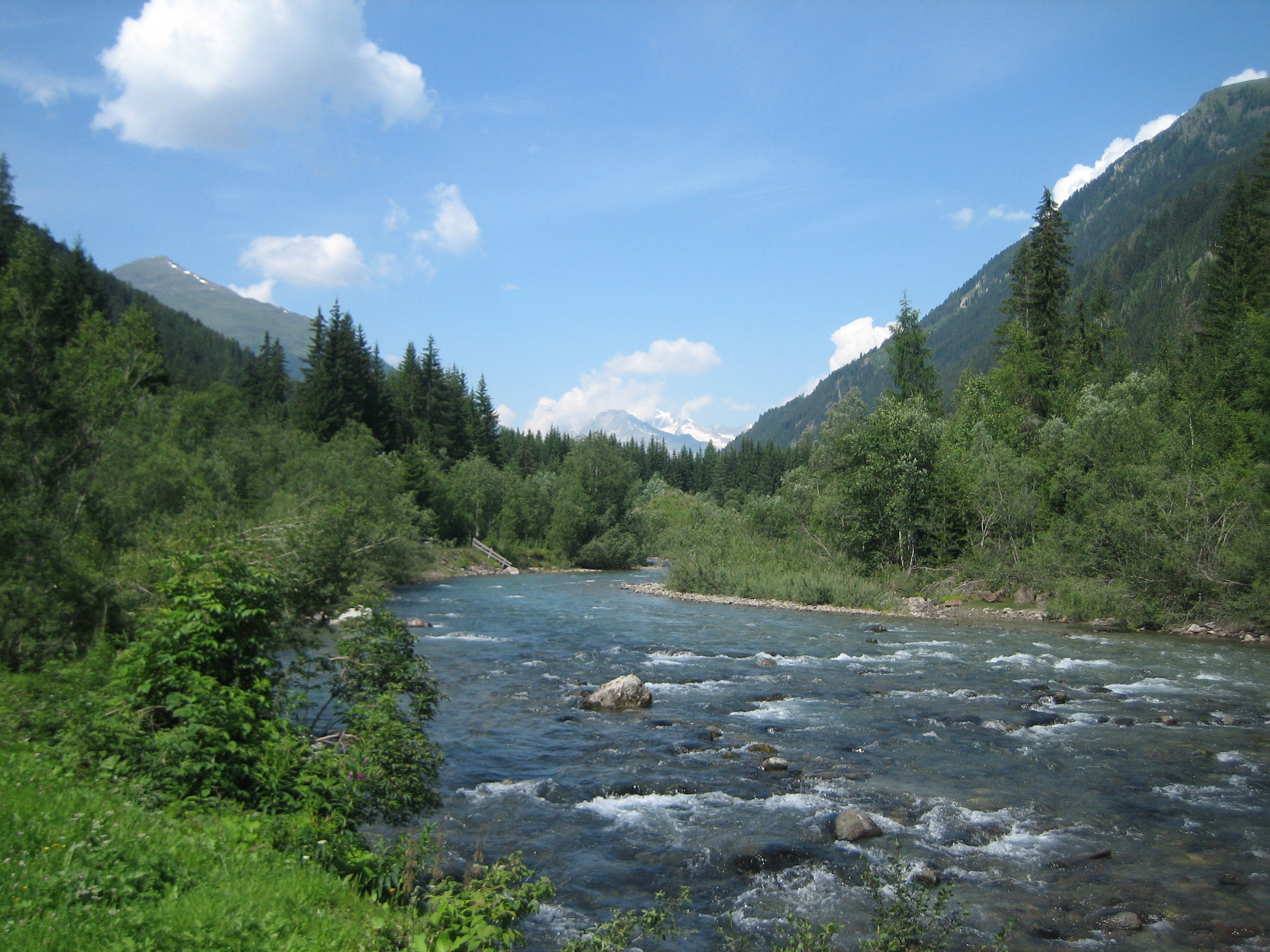
Bei St. Veit

Das Defereggental (umgangssprachlich Defreggental) oder einfach Defereggen ist das mittlere der drei Osttiroler Hochgebirgstäler mit Ost-West-Verlauf. Die parallel verlaufenden Nachbartäler sind das Pustertal und das Virgental. Das Defereggental wird durch die Defereggentalstraße erschlossen. Der Name leitet sich ab vom keltischen dubar ‚schwarz, dunkel‘ oder vom slawischen dober ‚gut‘.

## Geographie
Das Defereggental liegt im Nationalpark Hohe Tauern und ist umschlossen von Bergen des Defereggengebirges, der Rieserfernergruppe, der Lasörlinggruppe und der Schobergruppe. Durchflossen wird das Tal von der Schwarzach.
In dem Tal befinden sich die drei Gemeinden Hopfgarten in Defereggen, St. Veit in Defereggen und St. Jakob in Defereggen.
Das Defereggental zählt, geschützt durch den Nationalpark Hohe Tauern, zu den unberührtesten Hochgebirgstälern in den Alpen und ist eines der am dünnsten besiedelten Gebiete der österreichischen Alpen.

## Geschichte
Besiedelt wurde das Defereggental seit dem 7. Jahrhundert über Staller Sattel und Klammljoch, beides Übergänge in das heutige Südtirol. Noch heute genießen deshalb Südtiroler Weiderecht im oberen Defereggental. Der Hauptort St. Jakob in Defereggen ist die älteste Siedlung Osttirols. Über den Staller Sattel gelangt man in das Antholzer Tal.
Das hintere Defereggental war seit dem Hochmittelalter zwischen den Herrschaftsgebieten Görz und Salzburg geteilt. 1212 wurde die Herrschaft Matrei mit dem östlichen Defereggental (Großrotte, St. Veit und Hopfgarten) rechtsgültig dem Erzbistum Salzburg zugesprochen. Das Gebiet westlich des Trojer Almbachs bis zum Seebach unterstand ebenso wie die Enklaven Feistritz und Görtschach im salzburgerischen Defereggental der Herrschaft Görz mit Sitz im Schloss Bruck. Die Verwaltung erfolgte durch das Gericht und Pflegeamt Virgen (Burg Rabenstein). Das nördlich gelegene Gebiet um die Jagdhausalm unterstand bis 1918 dem Gericht Taufers (Brixen).
Im 17. Jahrhundert hatte sich etwa die Hälfte der Bevölkerung des Defereggentals vom katholischen Glauben abgewandt und war evangelisch geworden. Nachdem sie der Aufforderung des Salzburger Erzbischofs zur Rückkehr nicht nachkamen, wurden sie im Dezember 1684 aus dem Tal verwiesen. Es waren ungefähr 1000 Personen, die ihre Kinder zurücklassen mussten, aber ihren Besitz verkaufen durften. Die Exulanten siedelten sich vor allem im Bereich der heutigen deutschen Bundesländer Bayern und Baden-Württemberg an. Eine Exklave wurde die Stadt Freudenstadt, die von Exulanten aus dem Erzbistum Salzburg, größtenteils von Hausierern aus dem Defereggental, aufgebaut und bewohnt wurde.